# Gustave Zidler
Gustave Zidler (Parigi, 28 agosto 1862 – Versailles, 3 dicembre 1936) è stato un insegnante e poeta francese.

## Biografia
Nipote del fondatore del noto cabaret del Moulin Rouge di Parigi, Charles Zidler, studiò portando avanti la carriera convenzionale di professore. Laureatosi in lettere nel 1885, insegnò successivamente nei licei di Périgueux e Poitiers, oltre al Lycée Carnot di Parigi, come pure al Lycée Hoche di Versailles, venendo pensionato nel 1927.
Parallelamente alla sua carriera professionale, Gustave Zidler si consacrò alla poesia di stampo patriottico. Nel 1933 venne decorato con la croce di cavaliere dell'Ordine Legion d'onore e fu membro della giuria per l'attribuzione del premio nazionale di letteratura spiritualista.

## Opere
- Le Baiser à Molière, à-propos en un acte, en vers (Paris, théâtre de l'Odéon, 15 gennaio 1889 in occasione dell'anniversario della nascita di Molière) (Calmann Lévy, 1889), IV-17 p.
- Christophe Colomb, poème héroïque en quatre actes en vers (Calmann Lévy, 1890), II-88 p.
- Toutes les Frances, un seul cœur, pièce en un acte en vers (Impr. d'ouvriers sourds-muets), 22 p.
- Le Hochet d'or (Armand Colin, 1895), illustrazioni di Geoffroy, IV-280 p.
- La Légende des écoliers de France ( J. Hetzel, 1898), II-IV-269 p.
- Le Livre de la douce vie (Société française d'imprimerie et de librairie, 1900), 178 p. (Opera celebrata dall'Académie française)
- La Terre divine, poèmes de France (Société française d'imprimerie et de librairie, 1903, rééd. 1916), 180 p. (Opera celebrata dal Prix François Coppée dell'Académie française)
- L'Ombre des oliviers, le problème de la paix (Éditions de la Revue des poètes, 1905), II-71 p.
- Triomphe héroïque (Fasquelle, 1906), 23 p.
- Les Deux Frances, poésies franco-canadiennes. Souvenir des fêtes du IIIe centenaire de la fondation de Québec (Québec, impr. de L'Action sociale, 1908), VIII-53 p.
- L'Enseignement du français par le latin, mémoire présenté au 1er Congrès de la langue française en Amérique, Québec, 1912 (Vuibert, Paris - Beauchemin, Montréal, 1912), 42 p.
- Le Cantique du doux parler (Société française d'imprimerie et de librairie, 1914), XII-285 p. (Premio Jules Davaine dell'Académie française)
- La Gloire nuptiale, poèmes de la famille et de la race (Éditions de la Revue des poètes, 1925), 187 p. (Premio Jules Davaine dell'Académie française)
- Le Semeur d'amour (Éditions de la Revue des poètes, 1931), 247 p. (Opera celebrata dal Prix Bardet dell'Académie française)
- Les Psaumes du passionné de la vie (Éditions de la Revue des poètes, 1938), 87 p.